# 姜樑
姜樑（1953年5月—），男，汉族，浙江宁波人，中华人民共和国政治人物，曾任上海市人民政府副秘书长，中共上海市委副秘书长，上海市浦东新区区长，上海市政协副主席、党组成员。